# صلاحيات الكونغرس الأمريكي

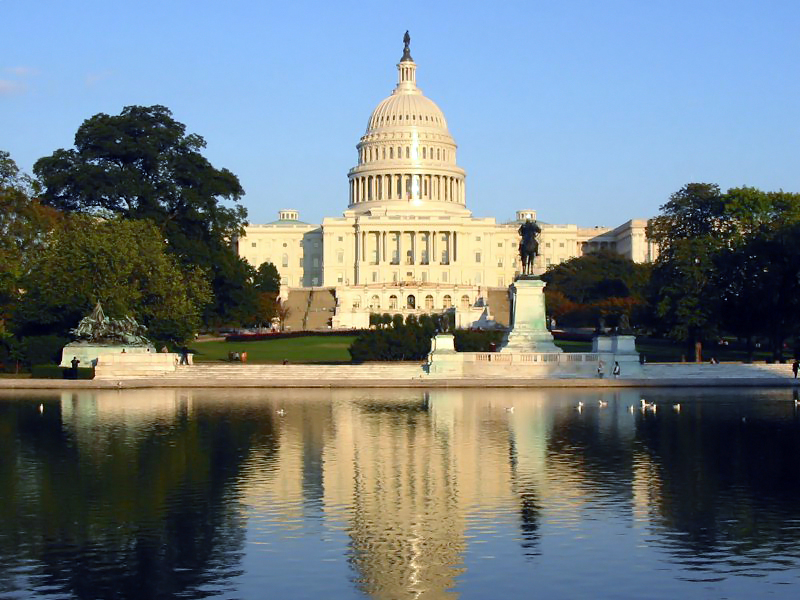

صلاحيات الكونغرس الأمريكي (بالإنجليزية: Powers of the United States Congress)‏ تُنفذ بموجب الدستور الأمريكي، وتحددها القرارات الصادرة عن المحكمة العليا، وجهود الكونغرس نفسه وعوامل أخرى كالتاريخ والعرف. يعد الكونغرس الهيئة التشريعية الأعلى في الولايات المتحدة. تُحدد بعض الصلاحيات بكل وضوح من قبل الدستور ويطلق عليها الصلاحيات المعدودة؛ ومن المفترض وجود صلاحيات أخرى تُسمى الصلاحيات الضمنية.

## الصلاحيات العامة
تبين المادة الأولى من الدستور الأمريكي معظم صلاحيات الكونغرس، إذ تشتمل على العديد من الصلاحيات الصريحة الواردة في الفقرة 8. منحت التعديلات الدستورية الكونغرس صلاحيات إضافية. وكذلك يتمتع الكونغرس بصلاحيات ضمنية مُستمدة من بند القوانين الضرورية والمناسبة (Necessary and Proper Clause) في الدستور.
يتمتع الدستور بسلطة على المسائل المتعلقة بالمال والميزانية، من خلال الصلاحية المعدودة التي تسمح بفرض وتحصيل الضرائب، ورسوم الاستيراد، والرسوم الاعتيادية، وضرائب المُكوس، لتسديد الديون وتعزيز الدفاعات المشتركة والمصلحة العامة للولايات المتحدة. وسَّع التعديل السادس عشر، المصادق عليه عام 1913، نطاق سلطة الضرائب لتشمل ضرائب الدخل. ويمنح الدستور الكونغرس صلاحية حصرية لتخصيص الأموال. تعد صلاحية المحفظة هذه  إحدى الضوابط الأساسية التي يتمتع بها الكونغرس على السلطة التنفيذية. تشتمل صلاحيات أخرى ممنوحة للكونغرس الأمريكي على قابلية اقتراض المال بائتمان من الولايات المتحدة، وتنظيم التجارة مع البلدان الأجنبية وبين الولايات، وصك العملة. يتمتع  كل من مجلس الشيوخ ومجلس النواب على العموم بسلطة تشريعية متساوية مع أن مجلس النواب هو الكيان الوحيد القادر على إصدار مشاريع قوانين متعلقة بالإيرادات وكذلك, بحسب التقاليد، مشاريع قوانين التخصيص.
إضافة إلى ذلك، يمنح الدستور الكونغرس دورًا فاعلاً في الدفاع الوطني، بما في ذلك السلطة الحصرية لإعلان الحرب، وتشكيل القوات المسلحة أو الحفاض عليها، ووضع قواعد خاصة بالجيش. يزعم بعض النقاد أن السلطة التنفيذية قد جردت الكونغرس من مهمة إعلان الحرب الموكلة إليه بموجب الدستور. على الرغم من أن الرؤساء كانوا يبادرون في خوض الحروب، لكنهم كانوا يطلبون ويحصلون على إعلانات حرب رسمية من الكونغرس فيما يخص حرب 1812، والحرب المكسيكية الأمريكية، والحرب الأمريكية الإسبانية، والحرب العالمية الأولى، والحرب العالمية الثانية، مع أن تحرك جيش ثيدور روزفلت إلى مدينة بنما عام 1903 لم يكن بموافقة من الكونغرس. بادر رؤساء بخوض حروب من دون الحصول على إعلان حرب من الكونغرس؛ إذ وضع ترومان الحرب الكورية تحت مظلة «عمل الشرطة»، واستمرت الحرب الفيتنامية لأكثر من عقد دون إعلانٍ للحرب. وفي عام 1970، أفادت مجلة تايم: «بعد الأخذ بكل الاعتبارات، وحسب التقديرات، فإن الرؤساء الأمريكيون قد أمروا القوات باتخاذ مواقعها أو خوض معركة دون إعلانٍ رسميٍ من الكونغرس بمجملٍ بلغ 149 مرة» وذلك قبل عام 1970. وفي عام 1993، أشار أحد الكتاب إلى أن «صلاحية الكونغرس الحربية  أصبحت من أكثر أحكام الدستور المُتجاهَلة بصورة سافرة» وأن «التلاشي الحقيقي (لسلطة الكونغرس على إعلان الحرب) قد بدأ بعد الحرب العالمية الثانية». ادعى الرئيس جورج بوش الأب أنه كان بمقدوره  شن عملية عاصفة الصحراء وإصدار «قرارًا متعمدًا، غير متسرع، بعد الحرب الباردة ينص على بدء الحرب» دون الحصول على موافقة الكونغرس. ويزعم بعض النقاد أن الرئيس جورج دبليو بوش بدأ حرب العراق بعد إجراء القليل فقط من المناقشات والتشاورات مع الكونغرس، على الرغم من تصويت الكونغرس على قرار الإذن باستخدام القوة العسكرية. ظل الخلاف حول مدى صلاحية الكونغرس مقابل صلاحية الرئيس فيما يتعلق بالحرب قائمًا بصورةٍ دورية على مدار تاريخ الأمة.